# Tizounine
Tizounine  (in arabo تيزونين‎?) è un centro abitato e comune rurale del Marocco situato nella provincia di Tata, regione di Souss-Massa. Conta una popolazione di 2 119 abitanti (censimento 2014).